# Kirsten Piëch
Kirsten Ackermann-Piëch (* 1962) ist eine deutsche Historikerin, Autorin und Initiatorin von sozialen Projekten.

## Leben
Sie studierte Politische Wissenschaften, Geschichte und Kommunikationswissenschaften, M.A. an der Ludwig-Maximilians-Universität München. Von 1989 bis 1992 zeichnete sie für Projektierung, Planung und Fundraising für die komplette Sanierung des Janusz-Korczak-Waisenhauses in Warschau verantwortlich. 1992 beriet sie den Verein Yehudi Menuhin Live Music Now e.V. in München bei seiner Gründungsveranstaltung und beim Aufbau der Vereinsstrukturen. 1999/2000 leitete sie das Projekt einer Millennium-Feier für Obdachlose in London. Sie war Mitarbeiterin bei CARE, einem Obdachlosenprojekt für Jugendliche in London. 2011 gründete sie nach ihren Erfahrungen als ehrenamtliche Beraterin für Jugendliche Mehrfachtäter die culture4change gGmbH in München und entwickelte das theaterpädagogische Projekt ON STAGE für jugendliche Außenseiter und junge Geflüchtete, das über das ESF-Bundesprogramm XENOS gefördert wurde.

## Auszeichnungen
1992 wurde sie als bisher jüngste Empfängerin mit der Ehrenmedaille der Stadt Warschau ausgezeichnet.

## Buch
Ihr Kindersachbuch Pia im Vatikan : Entdeckungen rund um den Petersdom mit Illustrationen von Martina Špinková (München, Bernward bei Don Bosco, 2006, ISBN 978-3-7698-1579-5) wurde in mehrere Sprachen übersetzt.